# イスの王様

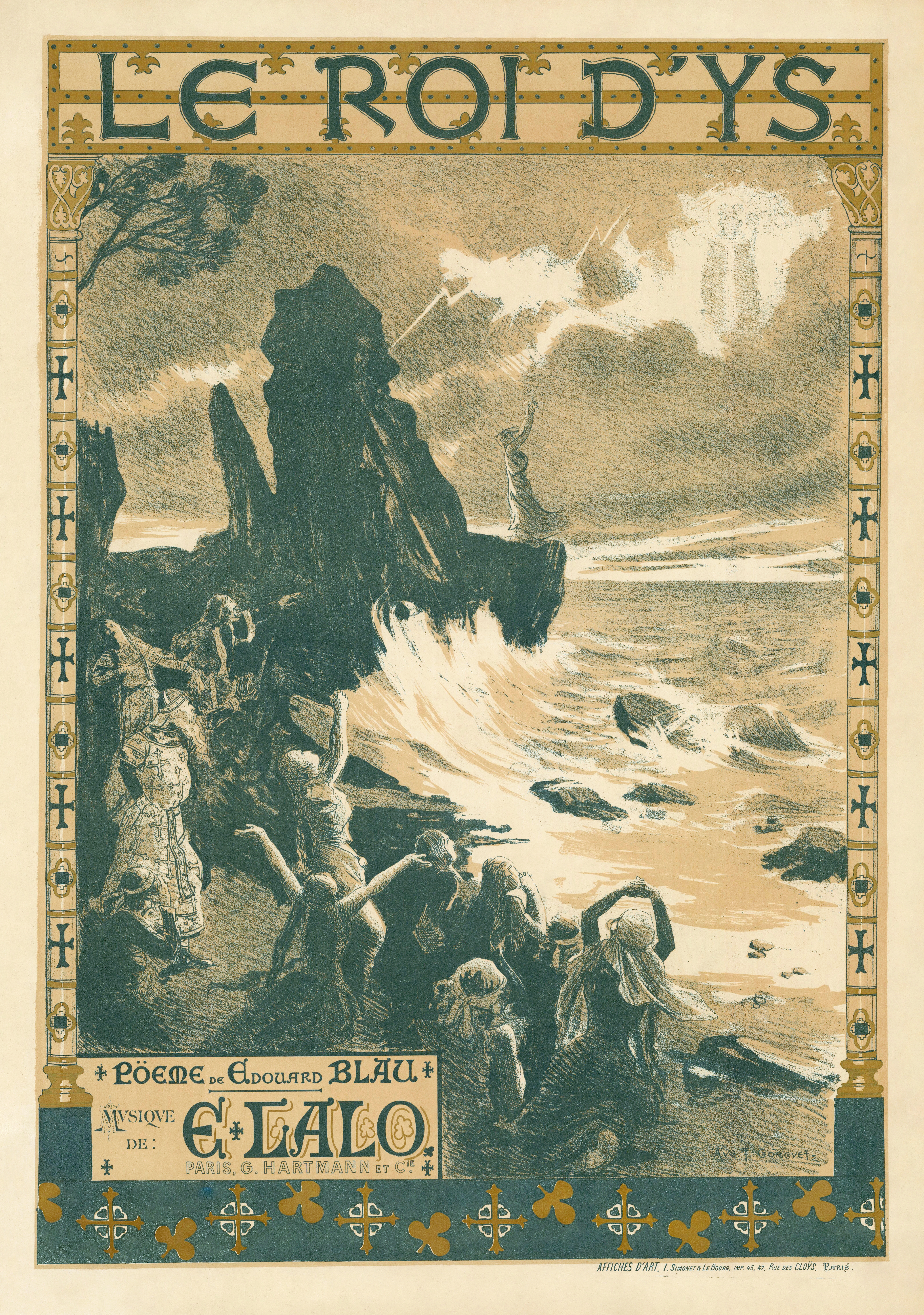

『イスの王様』（仏: Le Roi d'Ys）は、エドゥアール・ラロが作曲した全3幕のオペラ。台本はエドゥアール・ブロー (Édouard Blau)による。ブルターニュ地方のイス伝説に基づく。

## 作曲の経緯
1865年の結婚後、舞台作品での成功を夢見たラロは、オペラ＝リリック座のオペラ新作コンクールに応募、1866年から翌年にかけてフリードリヒ・フォン・シラーの原作に基づく作品『フィエスク』（Fiesque）を作曲、予選は通過するものの、最終結果は第3位で上演はされないまま終わった。ラロはこの挫折にもめげず、続いて本作に取りかかり、一部『フィエスク』の音楽を取り入れながら、1881年に全曲を完成した。しかし、なかなか上演の機会に恵まれず、シャルル・グノーの尽力により、1888年にようやく初演された。

## 初演

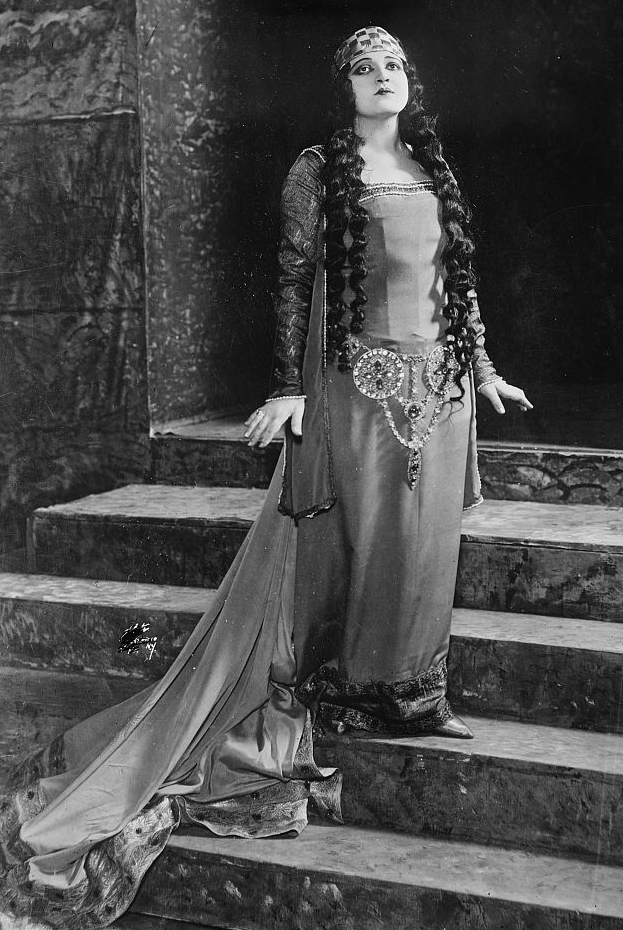
1922年のメトロポリタン歌劇場でマルガレード役を演じたローザ・ポンセル

- 序曲

1876年11月14日、ジュール・パドルー指揮コンセール・ポピュレールの演奏会。
不評と言われるが、一部新聞は絶賛し、オペラ全曲の早期上演を要望している。改訂版は1886年1月24日、シャルル・ラムルー指揮新コンサート協会の演奏会で初演された。一部にワーグナーの『さまよえるオランダ人』『タンホイザー』『トリスタンとイゾルデ』を彷彿とさせる動機が見え隠れし、同時代のフランスに於けるワグネリスムの興隆を垣間みることが出来る。
- 全曲

1888年5月7日、パリ、オペラ＝コミック座。
招待券を乱発した結果、座席数以上の観客が詰め掛け大混乱となった。しかし、曲が進むにつれ混乱は収まり、最終的には大成功を収める。その後、1954年頃まではよく上演されていたが、現在では恒常的なレパートリーからは外れてしまっている。

## 楽曲
『ラルース世界音楽事典』は「この作品はブルターニュ地方の伝説に着想を得ており、伝承と民謡を豊かな優雅さと魅惑と色彩とをもって活用している。フランス・オペラにおいて最も表現に無駄が無く、最も高貴な作品の一つとされている。恐らくそのためにオペラ座での上演が難しく、この劇場で取り上げられるまで半世紀の間待たねばならなかった」さらに「ブルターニュ地方の民謡の美しい調べに寄せてこの曲を書くことによりフランス・オペラに、言葉の詩的な意味での健全で民衆的な作品を残したのである」と解説している。

## 楽器編成
ピッコロ、フルート2、オーボエ2、クラリネット2、ファゴット4、ホルン4、トランペット2、コルネット2、トロンボーン3、チューバ、ティンパニ、シンバル、トライアングル、タンブリン、バスドラム、スネアドラム、オルガン、弦五部

## 登場人物
| 人物名           | 声域         | 役                             | 初演時のキャスト 1888年 5月7日 指揮：ジュール・ダンベ |
| ---------------- | ------------ | ------------------------------ | ----------------------------------------------------- |
| イスの王         | バス         | イスを統治 （個人名は無し）    | コバレ                                                |
| マルガレード     | メゾソプラノ | 王の長女                       | ブランシュ・デシャン=ジェアン（英語）                 |
| ローゼン         | ソプラノ     | 王の次女                       | セシル・シモネ                                        |
| ミリオ           | テノール     | イスの戦士、王女たちの幼なじみ | ジャン=アレクサンドル・タルザック（英語）             |
| カルナック       | バリトン     | イスと対立する国の王子         | マックス・ボーヴェ                                    |
| サン・コランタン | バス         | イスの守護神                   | ブサック                                              |
| ジャエル         | バリトン     | イスの王宮総監                 | ルネ・フルネ                                          |

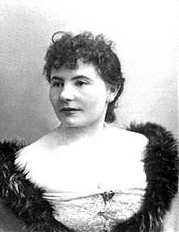

- 合唱：民衆、軍人、紳士、貴婦人、神父、僧侶、馬番ほか

## 舞台構成および演奏時間

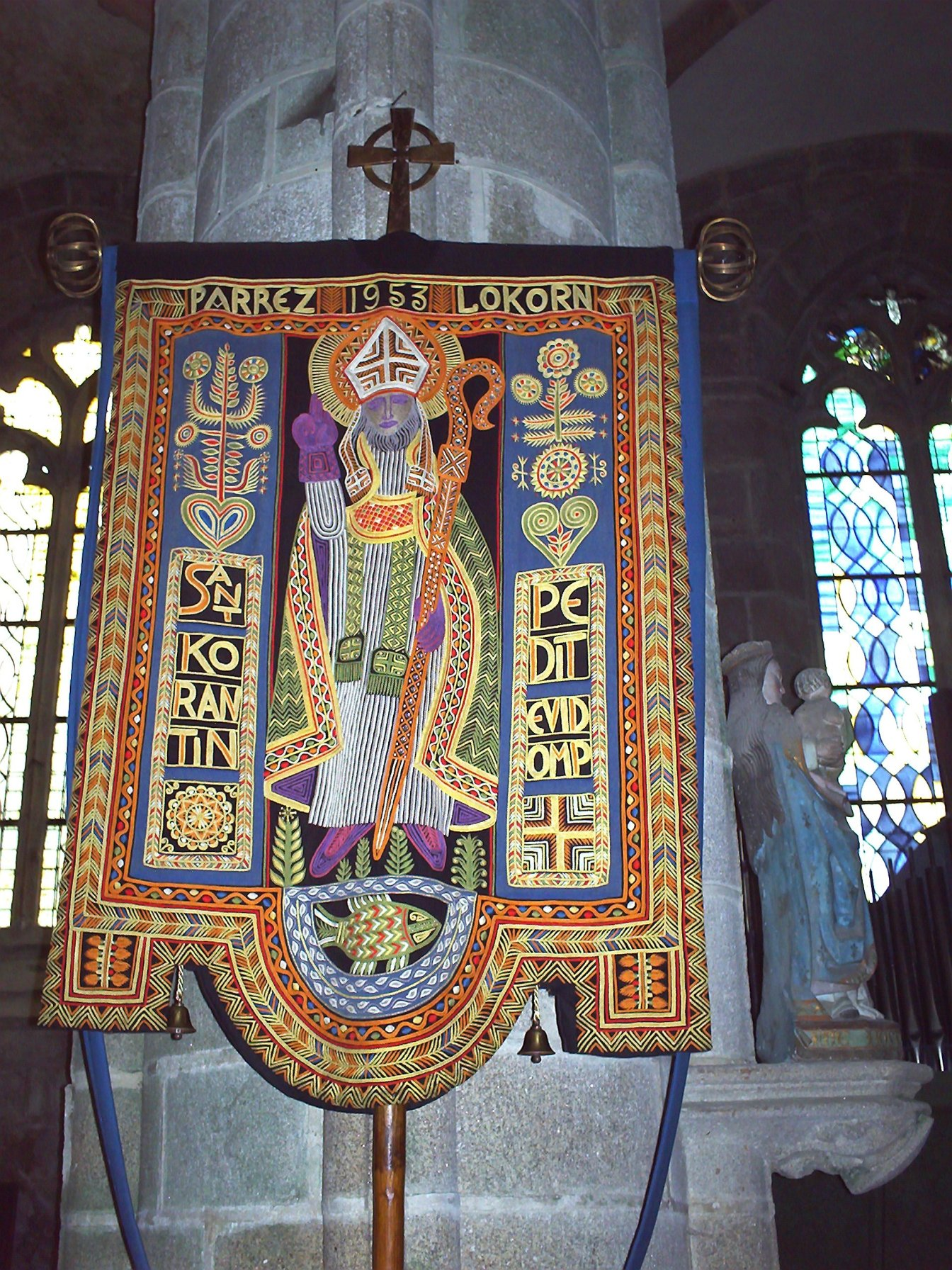
サン・コランタンの旗幟（ロクロナンの教区教会）

- 序曲（12分）（全幕で約107分）
- 第1幕 イスの王宮のテラス（32分）
- 第2幕（30分）
  - 第1場 イスの王宮の大広間
  - 第2場 イス付近の広野
- 第3幕（33分）
  - 第1場 イスの王宮の回廊
  - 第2場 イス付近の丘の上

## あらすじ

### 第1幕
イスの王宮のテラス。

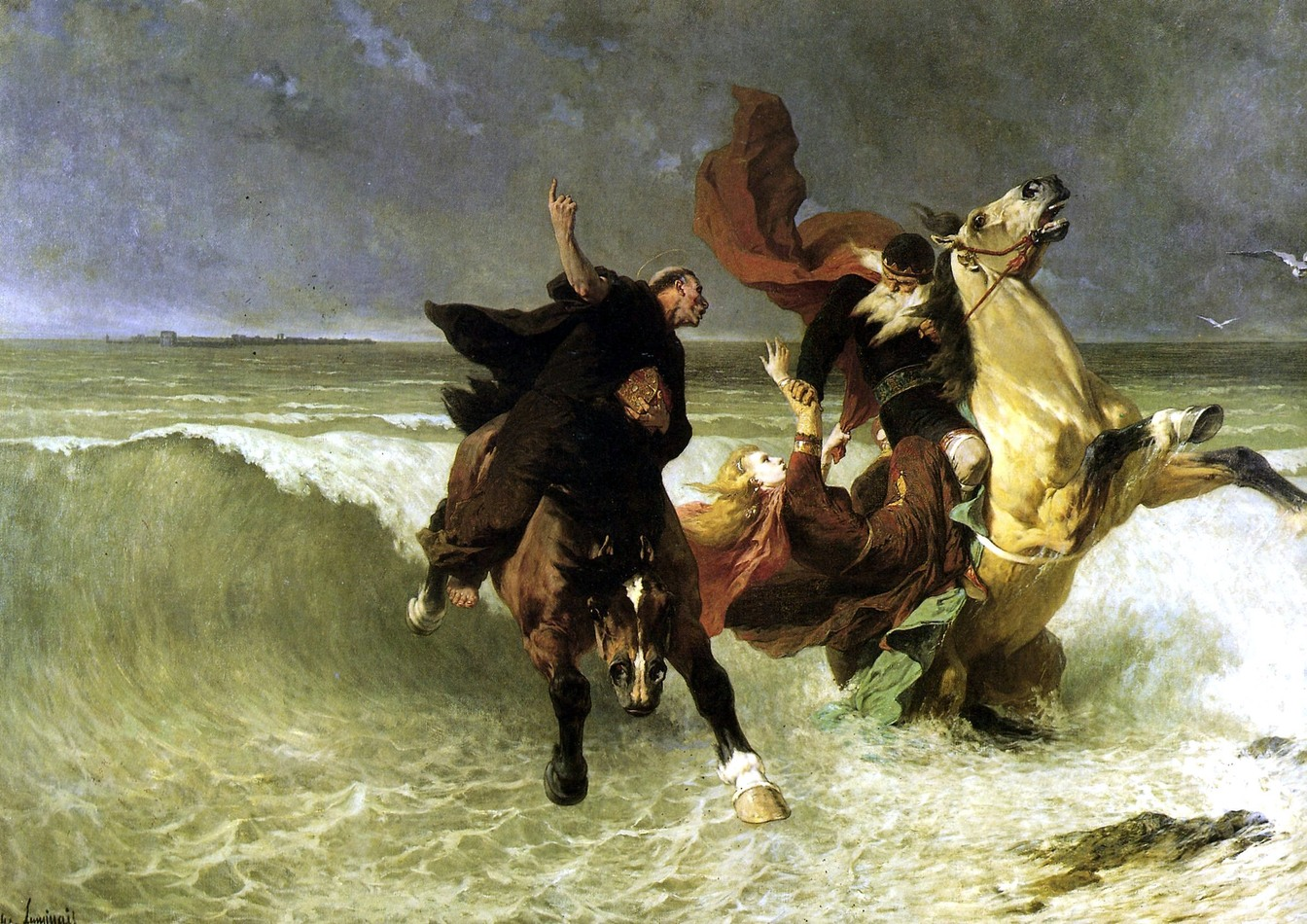
エヴァリスト・リュミネーによる王の脱出,（1884年）

イスは、長年の間、カルナック王子が率いる国と対立し戦争を続けてきたが、和平交渉が成功し、王女マルガレードとカルナックが結婚することとなった。イスの人々の喜びの合唱。王宮総監ジャエルがカルナックの出迎えを命じ、人々はいったん退場する。
入れ違いにマルガレードとローゼンの二人の王女が登場。マルガレードは意に染まぬ結婚を前に沈んでいる。二人とも、幼なじみで出陣後行方不明となったミリオを愛している。だが、ローゼンは姉の真の気持ちに気づかず、姉がミリオと共に出陣した誰かを愛していると思って姉を気遣う。婚礼の支度のため、マルガレードが退場した後、ローゼンはミリオとの再会を願って、アリア「あまりにも強い絆で」を歌う。
突然、ミリオが登場。ローゼンとミリオは再会を喜ぶ。が、カルナックの入城を告げるファンファーレが聞こえ、ミリオは一旦身を隠す。イスの王がマルガレードと共に家臣を従え登場。カルナックもその従者及び出迎えに出たイスの人々と共に現れる。王はマルガレードとカルナックの婚姻を宣言し、人々もカルナックを主君として迎え入れることを誓い合唱する。しかし、ローゼンからミリオが生きていることを知らされたマルガレードは錯乱し、結婚を拒否する。侮辱されたカルナックは激怒し、王に対し戦争再開を通告する。群集の中に兵士と共に紛れ込んでいたミリオが受けて立ち、騒然とする中、カルナックと従者たちは人々を脅しながら退場し幕となる。

### 第2幕

#### 第1場
イスの王宮の大広間。
序曲の冒頭に現れる重苦しいメロディで始まる。マルガレードは、ミリオが愛しているのがローゼンであると直感し、嫉妬のため感情を爆発させる（アリア「あなたが生きて、以前のように誇らしい姿で」）。王、ミリオ、ローゼンが登場し、マルガレードは身を隠す。王はミリオに出陣を命じ、ミリオは戦いの歌「ブルターニュの守護神」を歌い、王、ローゼンもこれに唱和、マルガレードの独白も加わり四重唱となる。王はミリオに勝利の帰還を果たせば、ローゼンとの結婚を認めると鼓舞、出陣を告げるファンファーレが鳴り、二人は出て行く。一人残ったローゼンの前にマルガレードは姿を現し、憎しみのあまりミリオの死を望むと言い放ち、姉がミリオを愛していたと知って愕然としながらもなだめるローゼンを尻目に、守護神サン・コランタンを冒瀆しながら立ち去る。

#### 第2場
イス付近の広野。

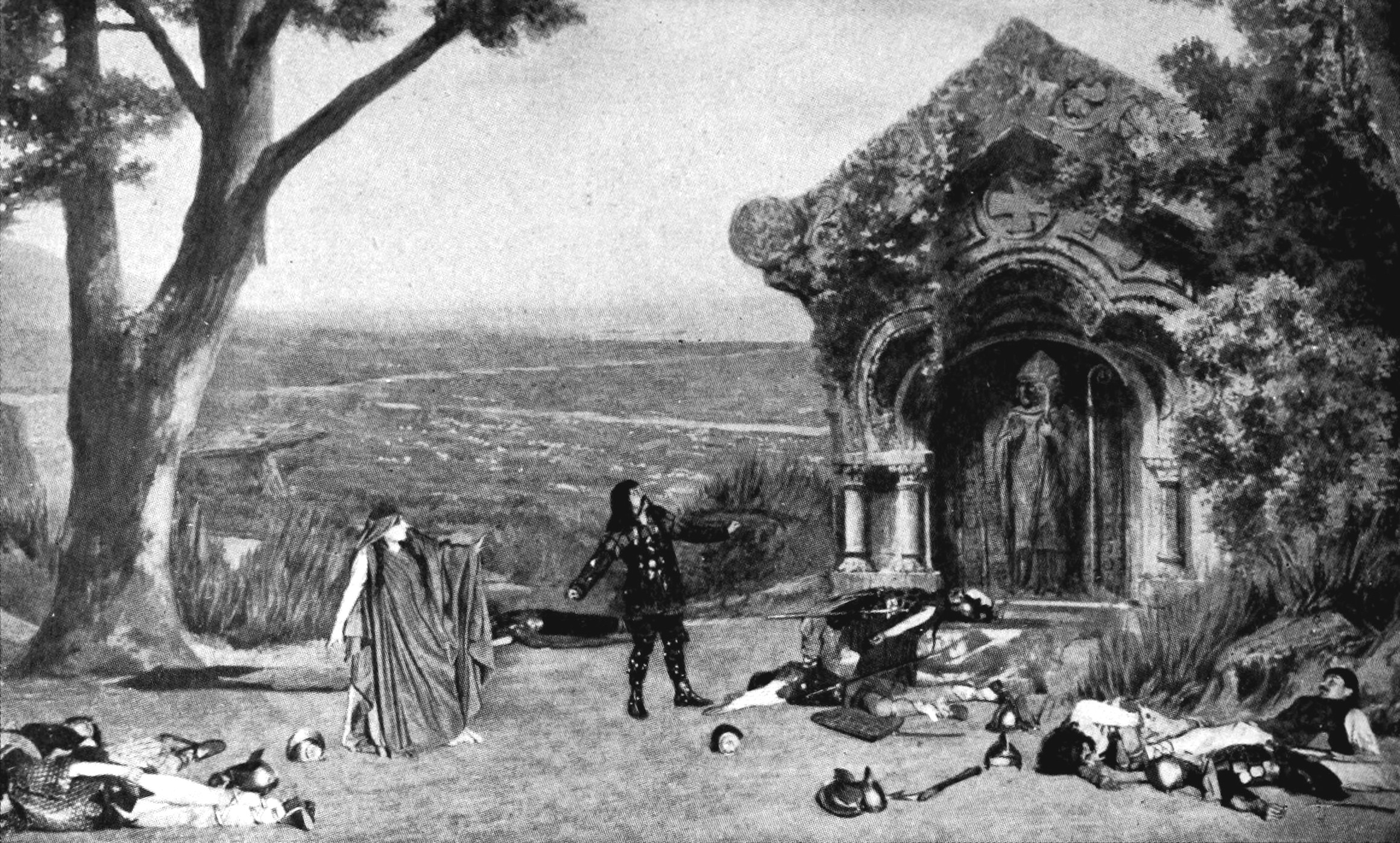
カルナックに警告する聖コランタンの像

イス軍がカルナックに勝利し、ミリオと兵士たちが凱旋する（第1場のミリオの戦いの歌に基づく合唱＝序曲のフィナーレの部分）。兵士たちは傍らの礼拝堂に拝礼し、守護神サン・コランタンに感謝する。人々が退場すると、カルナックが登場、運命を呪う。続いてマルガレードが登場し、カルナックに対し、共に手を組んで、王が持つ鍵を盗み出し、イスの水門を開き町を水没させようと提案する。
カルナックが承知し、マルガレードは守護神の無力さを嘲笑う。と、突然、あたりは闇となり、守護神サン・コランタンが登場、二人に悔悛を求める。恐怖に駆られたマルガレードはその場に跪く。

### 第3幕

#### 第1場
イスの王宮の回廊。
ミリオの許へローゼンを連れて行こうとする若い騎士たちと、ローゼンの部屋の扉を守る若い娘たちの応答が合唱される。続いてミリオが登場し、オバド「愛する人よ、今はもう」を歌うと、ローゼンが部屋から出て来て、二人は婚礼のため礼拝堂へ向かい人々もこれに続く。カルナックとマルガレードが登場。躊躇うマルガレードに対し、カルナックは礼拝堂を指差し、二人への復讐を求める。嫉妬に駆られたマルガレードは遂に決心し、水門の鍵を盗みに向かう。結婚式を終えたミリオとローゼンが再び登場し、二重唱を歌う。ミリオが退場し、王が登場、王はマルガレードの姿が見えないことを心配している。ローゼンは王を励まし、二人はマルガレードの無事を神に祈る。物陰でこれを聞いたマルガレードは苦悩する。やがて、王宮外の不穏なざわめき、人々の叫び声が聞こえ出す。マルガレードは王と妹の前に現れ、早く逃げるよう促す。驚く二人の前にミリオも現れ、カルナックが水門を開き、彼は殺したがもうすぐ町が海に沈むことを告げる。人々は慌てて逃げ出す。マルガレードは町に残ろうとするが、王は無理に連れて行く。

#### 第2場
イス付近の丘の上。
人々が避難した丘にも水が迫る。マルガレードは神に生け贄を捧げれば、海は鎮まるであろうと人々に告げる。そして、自分がカルナックの共犯であると告白する。人々は激昂し、マルガレードを殺すよう求め、王、ローゼン、ミリオがこれを止めようとする。マルガレードは人々を払いのけ、岩の頂上に立ち神への許しを請い、その身を海へ投じる。ミリオ、ローゼンが岩へ走り寄ると、光と共にサン・コランタンが現れ二人を制止する。人々が許しを請うとサン・コランタンは姿を消し、空は明るくなり、海は鎮まる。人々は神への感謝を合唱し、幕となる。

## 主要曲
- 序曲（後述）
- ローゼンのアリア「あまりにも強い絆で」（Vainement,j'ai parlé）第1幕
- マルガレードのアリア「あなたが生きて、以前のように誇らしい姿で」（Lorsque je t'ai vu soudain）第2幕
- ミリオのアリア　戦いの歌「ブルターニュの守護神」（Sur l'autel de Saint-Corentin）第2幕
- ミリオのオバド「愛する人よ、今はもう」（O toi,ma bien-aimée）第3幕

しばしば単独で取り上げられることが多い。

### 序曲

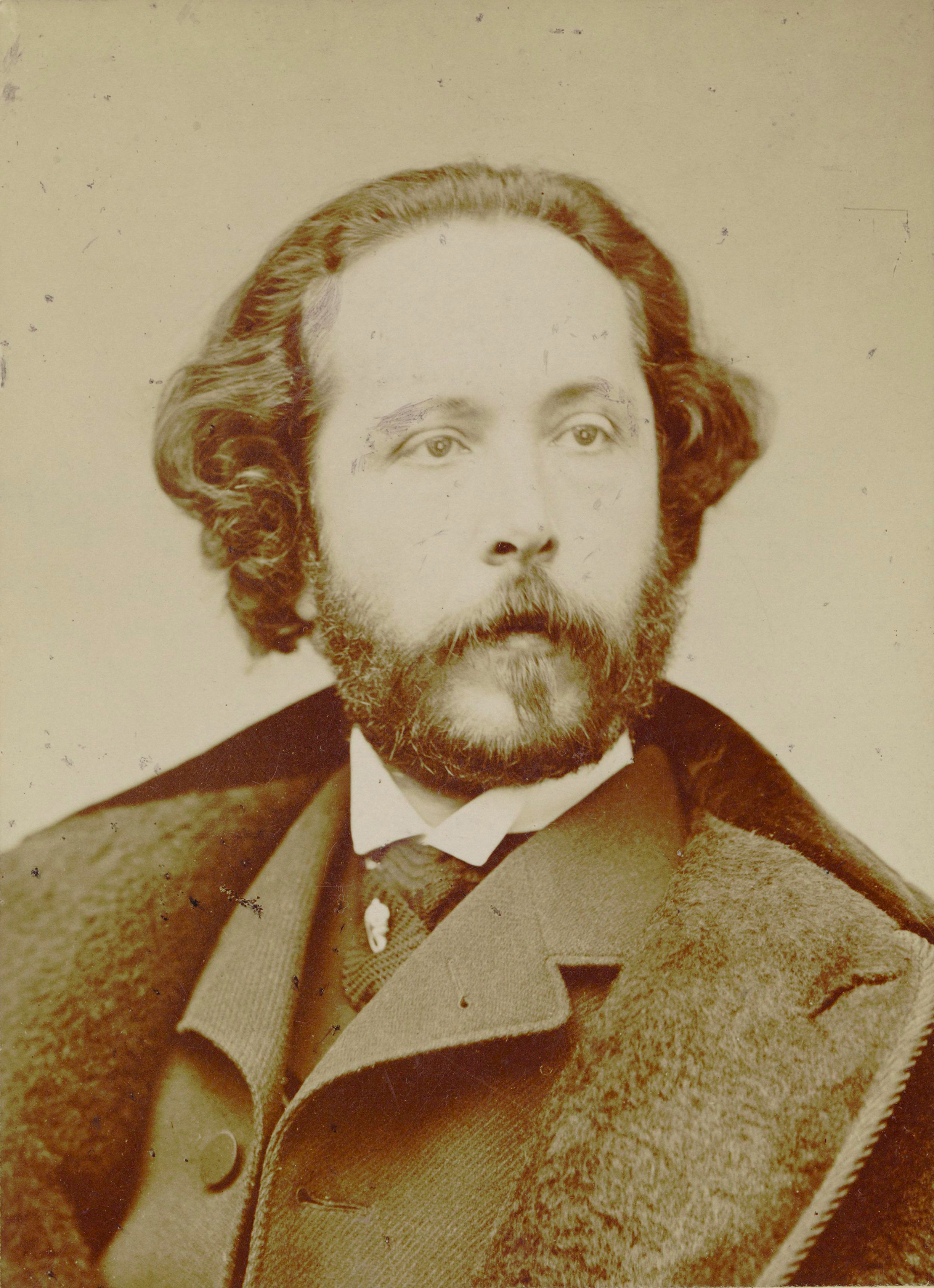
1865年頃のラロ

単独で演奏されることが多い色彩的な曲。ジャン・フルネが来日時によく取り上げておりスタジオ録音も残している。
序奏と主部からなる。
序奏はオペラ第2幕冒頭の音楽で始まる。弦楽器で重苦しい雰囲気が作られた後、オーボエが悲しげな旋律を奏でる。続いてクラリネットに甘い旋律が現れるが、これは第1幕でミリオが登場する際に歌う「空がこんなに輝いているのは」から採られている。次第に力を増して頂点でトランペットが三連符のファンファーレを鳴らし主部に入る。
主部はマルガレードの激情を現す弦楽器とファゴットの旋律（第1主題）で始まるが、これは第1幕のマルガレード登場の歌に基づく。これにトランペットの三連符ファンファーレが絡み、しばらく経過した後、一旦鎮まり、弦楽器に第2幕のマルガレードのアリア「あなたが生きて、以前のように誇らしい姿で」が現れる（第2主題）。この旋律にもトランペットの三連符ファンファーレが絡む。また、ファンファーレと共に弦に幅広い旋律が現れるが、これは第1幕から採られており、ローゼンのやさしい心を現している。再び第1主題が現れた後、今度は独奏チェロが新しい旋律を甘く奏でるが、これも第1幕のローゼンの歌「なぜ黙って耐えているの」から採られている。その後、速度を増して第2主題が奏でられた後、最後はミリオの戦いの歌で盛り上がって終わる。
フランスで絶頂を迎えていたワグネリズムのまっただ中に作曲された作品であり、この序曲には『さまよえるオランダ人』（見張りの水夫の歌）や『タンホイザー』序曲、『トリスタンとイゾルデ』（トリスタン和声のモチーフ、ただし一般的な和声解決に変形）など、ワーグナーの歌劇・楽劇の断片が、頻繁にかなり目立つ形で引用される。
- 演奏時間:約12分

## 主な録音・映像
| 年   | 配役 ローゼン ミリオ マルガレード カルナック イスの王 サン・コランタン                                                                            | 指揮者 管弦楽団および合唱団                                                                                   | レーベル                                                   |
| ---- | --- | --- | ---------------------------------------------------------- |
| 1957 | ジャニーヌ・ミショー アンリ・ルゲ リタ・ゴール ジャン・ボルテール ピエール・サビニョール ジャック・マルス                                         | アンドレ・クリュイタンス フランス国立放送管弦楽団 フランス国立放送合唱団                                      | CD: Warner（EMI） ASIN: B079PTH8TP                         |
| 1973 | アンドレア・ギオー アラン・ヴァンゾ ジャーヌ・ロード ロベール・マッサール ジュール・バスタン                                                      | ピエール・デルヴォー ラジオ・リリック・オーケストラ ラジオ・リリック・合唱団                                  | CD: Le Chant du Monde ASIN: B01G470X5E                     |
| 1988 | バーバラ・ヘンドリックス エドゥアルド・ヴィラ ドロレス・ジグレール マルセル・ヴァノー ジャン・フィリップ・クルティス ミシェル・ピクマル           | アルミン・ジョルダン フランス放送新フィルハーモニー管弦楽団 フランス国立放送合唱団                            | CD: エラート ASIN: B00000E8RK                              |
| 2008 | ギレーヌ・ジラール ゼバスティアン・ゲーゼ ジュゼッピーナ・ピウンティ ウェルナー・ファン・メヘレン エリック・マルティン＝ボネ レオナルド・グラウス | パトリック・ダヴァン リエージュ・ワロン王立歌劇場管弦楽団 ワロン王立歌劇場合唱団 演出：ジャン＝ルイ・ピション | DVD: Dynamic ASIN: B001S2CTFI CD: Dynamic ASIN: B008REG988 |